# Ритмы Касабланки
«Ритмы Касабланки» или «Биты Касабланки» (фр. Haut et Fort) — франко-марокканский драматический художественный фильм 2021 года режиссёра Набиля Аюша с Исмаилом Адуабом и Абделилой Бабуси в главных ролях. Его премьера состоялась на 74-м Каннском кинофестивале.

## Сюжет
Главный герой фильма — рэпер, который начинает учить хип-хопу подростков из трущоб Касабланки. Его воспитанникам удаётся найти себя и бросить вызов консервативной среде. Сюжет основан на работе существующего в реальности в трущобах Сиди-Мумен культурного центра.

## В ролях
- Исмаил Адуаб — Исмаил
- Абделила Бабуси — Абду
- Нуаила Ариф — Нуаила
- Мерием Накках — Мерием
- Сама Барику — Сама
- Анас Бабуси — Анас
- Суфьен Белали — Суфьен
- Зинеб Бужемаа — Зинеб
- Исмаил Эль Фаллахи
- Амина Каннан — Амина
- Марва Ниниш — Марва

## Релиз и оценки
В июне 2021 года фильм был отобран для участия в конкурсе на «Золотую пальмовую ветвь» — главную награду Каннского кинофестиваля. «Ритмы Касабланки» стали первой марокканской картиной, претендовавшей на эту награду, после 1962 года. Премьера состоялась в Каннах в июле 2021 года.
Отзывы критиков были противоречивыми. Анна Смит из Deadline.com отметила, что иноязычной аудитории будет трудно оценить фильм по достоинству, так как рэп эффектно звучит только на родном языке. «Субтитры отлично справляются со своей задачей, но не могут передать то впечатление, которое вы ожидаете от рифм и каждой строчки». Уэнли Айде из Screen Daily высоко оценил танцевальные сцены. Российский кинокритик Антон Долин охарактеризовал «Ритмы Касабланки» как «Простодушную и даже симпатичную, хоть и очень вторичную, картину»: «Ужасно мило, но слишком уж очевидно, и по части кино — ничего нового».